# Joost Swarte

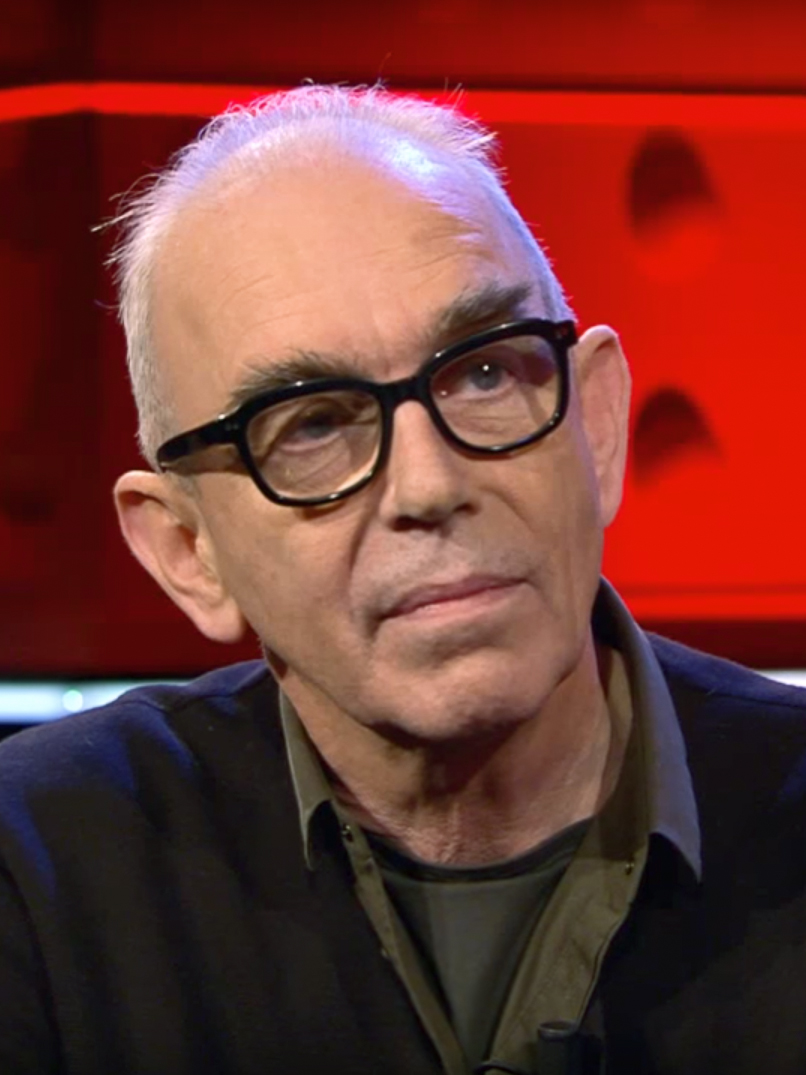
Joost Swarte em 2017

Joost Swarte (n. Heemstede, 24 de Dezembro de 1947) é um artista cómico e desenhador gráfico holandês.
Joost estudou desenho industrial em Eindhoven e começou a fazer banda desenhada nos anos 60.
Foi um dos colaboradores da revista underground de banda desenhada RAW.